# جمعية مرشدات بليز
جمعية مرشدات بليز هي المنظمة الإرشادية الوطنية في بليز. تأسست المنظمة في عام 1937، وأصبحت عضوا منتسبا في الرابطة العالمية للمرشدات وفتيات الكشافة في عام 1987 وعضو كامل العضوية في عام 1993. المنظمة للبنات فقط وتضم 488 عضوة اعتبارا من عام 2016.